# Pirates of the Caribbean: Den sorte forbandelse
Pirates of the Caribbean: Den sorte forbandelse (originaltitel Pirates of the Caribbean: The Curse of the Black Pearl) er en action-adventure-film fra 2003 produceret af Walt Disney Pictures, der foregår i Caribien mellem 1660 og 1750. Filmen er inspireret af Pirates of the Caribbean-forlystelsen i Disney World-Florida. Efter filmen udkom, blev forlystelsen 'opdateret' samt bygget i de andre Disney-forlystelsesparker, som er placeret forskellige steder i verden.
Filmen blev en stor succes og indtjente næsten $654 millioner på verdensplan. Den er desuden også blevet udgivet som børnebog på dansk.

## Handling
Mens guvernør Weatherby Swann (Jonathan Pryce) og hans unge datter Elizabeth Swann (Keira Knightley) er på vej med skib mod Port Royal, støder deres skib, HMS Dauntless imod et skibsvrag med en eneste overlevende, den unge Will Turner på Elizabeths alder, som flyder bevidstløs rundt på et stykke træ. Besætningen får hevet drengen om bord, og Elizabeth finder og tager hurtigt den runde guldmedajlon, som den stadig bevidstløse Will har om halsen. Hun gemmer medaljonen for ham, fordi hun ved at en sådan medaljon betyder, at man er pirat, og hun frygter, at han vil blive mistænkt for pirateri. Elizabeth vender sig om og når lige at se et glimt af et spøgelsesagtigt skib (The Black Pearl) forsvinde i tågen.
Elizabeth - nu en ung kvinde - vågner herefter med et sæt i sin seng, og husker den medaljon, som hun fandt og gemte for 8 år siden. Hun tager den på, og når ikke at få den af igen, før hendes far står i døren. Det er en stor dag i Port Royal – kommandør James Norrington (Jack Davenport) af den britiske Royal Navy skal forfremmes til flotilleadmiral, og der skal derfor holdes en stor ceremoni til hans ære. Under ceremonien frier Norrington til Elizabeth, men før hun når at svare, besvimer hun af varme og åndedrætsbesvær (fordi hun er iført et meget stramt korset), og falder i havet. Medaljonen om hendes hals udsender en kraftig form for puls igennem vandet, et stykke tid efter hun er landet i vandet.
I mellemtiden ankommer piraten Kaptajn Jack Sparrow (Johnny Depp) til Port Royal med den hensigt at anskaffe sig et nyt skib. Han ser Elizabeth falde i vandet, redder hende, men bliver så også anholdt for pirateri. Jack slipper væk, og gemmer sig i det lokale smede-værksted. Her møder han den nu voksne Will Turner (Orlando Bloom), som er blevet lærling hos smeden, og selvlært sværdfægter. Jack og Will har en sværdkamp, og i den sidste ende bliver Jack slået bevidstløs, anholdt og sat til at blive hængt næste dag.
Den efterfølgende nat bliver Port Royal angrebet af Black Pearl, pga. den mærkelige puls, som medaljonen udsendte. Elizabeth bliver fanget og påkalder sig "parley" – en del af piraternes codex, som giver en person ret til at tale med lederen hos den modsatte part. For at beskytte sig selv, fortæller Elizabeth, at hendes efternavn er "Turner", da Kaptajn Barbossa (Geoffrey Rush) spørger efter det. Elizabeth foreslår, at hvis de forsvinder fra Port Royal, vil hun give dem sin medaljon. Barbossa går med på aftalen, men beholder hende derfor på skibet som fange, idet de jo ikke havde aftalt, at hun skulle sejles tilbage til Port Royal, og fordi han tror, at hun er nøglen til at bryde den forbandelse, piraterne lider under.
Ude af stand til at få Norrington og guvernør Swann til at gøre noget, overtaler Will, som er forelsket i Elizabeth, Jack til at hjælpe ham med at redde hende, hvis Will bare kan få ham ud af fængselscellen. Jack samtyller efter at han får at vide at Wills efternavn er "Turner". Efter at have stjålet over Port Royals hurtigste skib, HMS Interceptor, sejler Jack og Will mod Tortuga for at finde et mandskab, med hjælp fra Jacks gamle ven, Gibbs, tidligere bådmand i Royal Navy. Det er på Will og Jacks sejltur mod Tortuga, at Will finder ud af at Jack kendte Wills far, og Jack fortæller ham, at han var pirat. Will bliver vred og vil ikke tro ham, men Jack får talt ham til rette, og de fortsætter. De to når til Tortuga, en by med sprut, piger, slagsmål og mere sprut. Her opsøger Jack og Will, Mr. Gibbs, og får ham sat ind i sin plan. Dagen efter har Gibbs fundet et mandskab, og de sætter sejl mod Isla de Muerta.
Isla de Muerta er en mystisk ø, som kun Jack ved, hvor er, og han regner med, at det er der, de andre pirater er taget hen, for at bryde forbandelsen. Under sejlturen får Will at vide at The Black Pearl engang har været Jacks skib. Da Jack en dag fandt en gemt kiste fyldt med aztetisk guld, begår 1. styrmanden, Barbossa, mytteri og efterlader Jack tilbage på en ø. Jack slipper dog væk fra øen 3 dage senere. Resten af besætning bruger nu guldet fra kisten, men opdager snart at der er noget galt – om natten, når måneskinnet falder på dem, bliver de forvandlet til skeletter og da skeletter ikke kan optage mad og vand, så de er i bund og grund døde, og kan derfor ikke slås ihjel igen. Denne forbandelse kan kun ophæves, hvis alle mønterne og dråber fra alle piraternes blod bliver lagt tilbage i kisten. William "Bootstrap Bill" Turner, Jacks dengang eneste støtte, da der blev begået mytteri, havde sendt en mønt til sin søn, Will Turner, fordi han ville have, at piraterne skulle forblive forbandet, for det, de gjorde mod Jack. Barbossa beordrede derfor Bootstrap fastbundet til en kanon og smidt overbord, kun for senere at opdage at de skulle bruge hans blod, for at ophæve forbandelsen. Barbossa kommer så på, at de kan bruge Bootstraps barns blod, og det må kunne ophæve forbandelsen. Og fordi han tror at Elizabeth er Bootstraps barn, tvinger han hende op til kisten med guldet, skærer en flænge i hendes hånd, smører hendes blod på den sidste mønt og smider den i kisten – kun for at opdage er de stadig er forbandede.
Da Will og Jack når øen, får Will den mistanke at Jack måske vil forråde ham, og han slår ham derfor ned. Will redder nu Elizabeth og flygter tilbage til Interceptor. Jack vågner op og bliver overrasket af Barbossa, som ellers troede at Jack var død. Jack og Barbossa indgår den aftale, at hvis Jack kommer med Bootstraps rigtige barn, vil Jack få The Black Pearl tilbage. Planen ændres, uden at Jack får noget at vide, og hele Interceptors besætning tages til fange, og Interceptor sænkes. Will finder ud af at han er Bootstraps rigtige barn, og befaler at Elizabeth og resten af besætningen sættes fri, ellers vil han skyde sig selv, falde i havet og forsvinde. Barbossa går med til aftalen, men finder igen et smuthul, og tvinger Jack og Elizabeth til at gå planken ud, og svømme over til den nærmeste ø (den samme som Jack blev efterladt på 10 år tidligere), og han smider resten af besætningen i lastrummet. Will bliver taget med tilbage til Isla de Muerta for at fuldføre ritualet.
Elizabeth ved nu ikke hvad de skal gøre, og henvender sig til Jack, som er helt rolig. Det er også her at sandheden kommer frem, Jack var kun på øen i 3 dage, fordi nogle rom-smuglerne brugte øen som skjulested, og han forhandlede med dem og de tog ham med væk fra øen. Elizabeth og Jack bliver efterfølgende fulde, fordi Jack havde forhandlet sig til en masse rom, mens han var på øen, og de tænder et bål. Men da Jack vågner den næste morgen, ser han til sin forskrækkelse at Elizabeth har brændt alt rommen og lavet et nødsignal, i håb om, at nogen vil finde dem. Og de bliver fundet – af Elizabeths far og Norrington. Da Elizabeth aldrig har fået sagt ja til Norrington, siger hun, at hun vil gifte sig med Norrington, hvis bare han vil redde Will. Norrington siger ja, og de sejler tilbage til Isla de Muerta, hvor Norrington arrangerer et baghold udenfor grotten, imens Jack sejler ind i grotten. Herinde får Jack overtalt Barbossa til at udskyde ophævelsen af forbandelsen, men i stedet forme en hær, dræbe besætningen på Dauntless og først derefter bliver dødelige igen. Jack får uden at nogen ser det, sneget en mønt op fra kisten, hvilket også gør ham udødelig. Men Jacks plan går ikke som den skal, idet Barbossa beslutter at angribe Dauntless nedefra, altså fra havet. I en sværdkamp mellem Barbossa og Jack, som ingen af dem kan vinde, da de begge er udødelige, skyder Jack Barbossa. Jack skærer nu en rift i sin hånd, smører sit eget blod på sin mønt, og kaster den over til Will, som også selv har skåret en rift i sin hånd, og smurt blod på sin medaljon og han smider begge blodige mønter i kisten. Da de to manglende medaljoner nu vender tilbage til kisten, ophæves forbandelsen, og da Barbossa ikke længere er udødelig, dør han af Jacks skud. Da resten af piraterne opdager at de ikke længere er udødelige, dør nogle, mens resten overgiver sig til hæren.
Tilbage i Port Royal, bliver Jack sat til at blive henrettet. Will, som synes at Jack fortjener at leve, går først op til Elizabeth, fortæller om sine følelser for hende, hvorefter han redder Jack. De to forsøger at flygte, men når ikke langt, før de bliver fanget. Elizabeth kommer nu til og erklærer sin kærlighed for Will. Norrington ophæver deres forlovelse og Will bliver tilgivet. I mellemtiden formår Jack at flygte, og han falder i vandet, præcis samme sted som Elizabeth gjorde tidligere. Hans besætning, som flygtede med The Black Pearl, redder ham. Norrington lader Jack få en dags forspring før han vil sætte efter ham, og Elizabeth og Will ender med at få hinanden.
Efter rulleteksterne ses et klip, som forklarer en del i efterfølgeren Pirates of the Caribbean: Død mands kiste, med Barbossas abe, "Jack". "Jack" vender tilbage til kisten med guldet, tager en mønt, og bliver dermed udødelig.

## Cast
- Johnny Depp som Kaptajn Jack Sparrow: En excentrisk pirat, som er bedst kendt for at være lidt af en fulderik, samtidig med at han taler med en meget sjusket og sløret stemme og har det med til tider at være lidt af en kujon. Hans konstante ønske om rom kan kun udlignes med hans ønske om at få skibet Black Pearl tilbage, som var han kaptajn for 10 år tilbage. Jack bruger mere sine talegaver end sine våben, og har fået et ry på sig, som siger hvordan han undslap fra den øde ø´, han blev placeret på. Skuespilleren fandt manuskriptet mærkeligt; i stedet for at piraterne skulle forsøge at finde skatten, skulle besætningen på Black Pearl forsøge at returnere kisten, i et forsøg på et ophæve forbandelsen. Det omtalte mytteri skulle også været begået.[1] Oprindeligt var Jack ifølge Bruckheimer, "en ung Burt Lancaster, bare en kæphøj pirat". Efter første gennemgang af manuskriptet overraskede Depp resten af castet og crewet, ved forestille sig sin figur som ret ustabil [2]. Efter at have lavet research om 1800-tallets pirater, besluttede Depp at gøre sin figur mere moderne, og hans optræden tog udgangspunkt i Keith Richards.[3] Selvom at Verbinski og Bruckheimer havde tillid til Depp, dels fordi Bloom skulle spille den traditionelle Errol Flynn-type[1], var Disneys ledere meget forvirret, og spurgte Depp om figuren var homoseksuel eller fuld, og Michael Eisner en dag under en brainstorming proklamerede at "He's ruining the film!" ("Han ødelægger filmen!")[2], til dette svarede Depp: "Look, these are the choices I made. You know my work. So either trust me or give me the boot." ("Hør her, det er de valg jeg har valgt. I kender mit arbejde. Så enten har I tillid til mig eller også giver I mig sparket")"[3].

- Orlando Bloom som Will Turner: Er i lærer som smed i Port Royal også er han helt vildt forelsket i Elizabeth Swann. Will kæmper med det faktum, at hans far "Bootstrap Bill" var pirat, samtidig med at han var en et godt menneske. Bloom læste manuskriptet efter Geoffrey Rush, med hvilken han også havde spillet sammen med i Ned Kelly. Bloom har sagt at det var Rush, der foreslog ham at gå til audition til rollen[4].

- Keira Knightley som Elizabeth Swann: Datter af Guvernør Weatherby Swann. Elizabeth har været fascineret af pirater siden hun var lille. Under Black Pearls angreb på Port Royal, siger hun at hendes efternavn er "Turner", og hun bliver derfor anset som "Bootstrap Bill" Turnes barn. Elizabeth opgiver snart hendes "dame-i-nød" image, og hendes personlighed forandres til blive til en ædel pirat. Knightley blev en overraskelse for Verbinski: han havde nemlig ikke set hendes optræden i Bend It Like Beckham og var meget imponeret over hendes audition[1].

- Geoffrey Rush som Kaptajn Barbossa: Kaptajn på Black Pearl og var Kaptajn Jack Sparrows 1. styrmand, inden han begik mytteri mod ham 10 år tidligere. Han og hans besætning stjal forbandet aztetiskt guld, og var derfor tvunget til at gå på Jorden til evig tid. Barbossa elsker grønne æbler, og hans abe, "Jack", forlader (næsten) aldrig hans side. Robert De Niro afslog rollen, idet han troede at filmen ville blive et kæmpe flop, som tidligere piratfilm havde det med at blive. Han fortrød denne beslutning senere, da han til en Oscar-uddelingen stemte på filmen. Verbinski gav rollen til Rush, fordi han vidste at Rushs fremtoning ville passe godt ind i historien[1]

- Jack Davenport som Kommandør Norrington: Officer i Royal Navy, som er forelsket i Elizabeth, og har et stort had til alle slags pirater – især Jack Sparrow, som han ser som "the worst pirate I have ever heard of" ("den værste pirat jeg nogensinde har hørt om").

- Jonathan Pryce som Guvernør Weatherby Swann: Guvernør af Port Royal, Jamaica og far til Elizabeth Swann. Tom Wilkinson var diskuteret til rollen,[5] men Pryce fik den, som Depp idoliserer[1].

- Lee Arenberg som Pintel: Pirat om bord på Black Pearl. Han og Ragetti klæder sig ud som kvinder, for at tage opmærksomheden fra besætningen, så de forbandede pirater kan komme uset om bord på Dauntless nær slutningen af filmen.

- Mackenzie Crook som Ragetti: Pirat om bord på Black Pearl, Pintels ven, har et træøje, som altid falder/slås ud.

- Kevin McNally som Joshamee Gibbs: Jack Sparrow's ven og 1. styrmand. Han var engang sømand for Royal Navy. Han er tit den som fortæller historierne om Jack Sparrow.

- Zoë Saldaña som Anamaria: En kvindelig pirat, som er rasende på Jack Sparrow, fordi han en gang stjal hendes båd. Han lover hende Interceptor, for at dæmpe hendes vrede og gør hende til besætningsmedlem.

## Trivia
- Filmen er inspireret af Disneyland-forlystelsen af samme navn.
- Filmen blev nomineret til 5 Oscars: "Best Leading Actor" (Depp), "Best Makeup", "Best Sound Editing", "Best Sound Mixing" og "Best Visual Effects". Filmen vandt 26 andre priser og var nomineret til 68 andre.
- "Isla de Muerta" betyder "Dødens ø" på spansk.
- "Tortuga" betyder "skildpadde" på spansk.
- Jack Sparrows replik: "...Og så gjorde de mig til deres høvding," er en hyldest til tv-serien The Fast Show, som Johnny Depp er en stor fan af.
- Johnny Depp improviserede selv Jack Sparrows catch-phrase, "Savvy?"
- Johnny Depp fik lavet kontaktlinser, der virkede som solbriller, for at han ikke skulle blinke så meget, mens de filmede ude i solen.
- Keira Knightley fik også lavet nogle kontaktlinser til sin sidste scene i filmen, men hun sagde, at de gjorde hende så svimmel, at hun smed dem ud lige bagefter.
- Når Will vågner op midt på gaden, kan man se hende, der spiller Elizabeth Swann som barn (i starten af filmen) stå og feje et dørtrin.
- Da Keira Knightley var på vej tilbage fra en aftenoptagelse, ramte hendes båd et rev og sank. De eneste, der var om bord var Keira selv, hendes mor og ham der sejlede. Ingen af dem kom til skade.
- Jerry Bruckheimer (producenten), står også bag andre film, bl.a.: Armageddon, National Treasure, King Arthur, Pearl Harbor, Black Hawk Down, Coyote Ugly og Bad Boys 1, 2 & 3.
- Johnny Depps Jack Sparrow-tatovering i filmen er falsk. Men han fik en ægte, fuldstændig mage til, til ære for hans søn Jack.
- Johnny Depp fandt selv på at kalde folk for "eunuk" i filmen.
- Ordene "pirat" og "pirateri" bliver sagt 56 gange i løbet af filmen.
- I følge DVD'ens kommentarspor er Will den bedste til at bruge et sværd, Barbossa og kommandør Norrington er lige gode, og Jack, viser sig at være den dårligste.
- Keira Knigthley brugte hair-extensions i filmen, fordi hendes hår stadig var kort fra filmen Bend It Like Beckham.

## Sequels
I 2006 fik den anden film i serien, Død Mands Kiste, premiere. En tredje og en fjerde film er også blevet udgivet.

## Fodnoter
1. 1 2 3 4 5  Gore Verbinski, Johnny Depp (2003). Audio Commentary (DVD). Buena Vista. {{cite AV media}}: |format= kræver at |url= også er angivet (hjælp)
2. 1 2  Ian Nathan (2006-07-01). "Pirates of the Caribbean 2". Empire. s. 68. {{cite news}}: |access-date= kræver at |url= også er angivet (hjælp)
3. 1 2  Stax (2003-06-25). "Depp & Bruckheimer Talk Pirates". IGN. Arkiveret fra originalen 2. januar 2008. Hentet 2007-05-13.
4. ↑  Caroline Westbrook (2003-08-08). "Pirates films tests its stars". BBC. Hentet 2007-05-13.
5. ↑  Greg Dean Schmitz. "Greg's Previews - Pirates of the Caribbean: The Curse of the Black Pearl (2003)". Yahoo!. Arkiveret fra originalen den 13. juli 2005. Hentet 2008-08-09.{{cite web}}:  CS1-vedligeholdelse: BOT: original-url status ukendt (link)

## Links
- Pirates of the Caribbeans Officielle Hjemmeside
- En Side Om Captain Jack Sparrow Arkiveret 19. november 2006 hos  Wayback Machine
- Pirates of the Caribbean: Den sorte forbandelse på Internet Movie Database (engelsk)
- Pirates of the Caribbean: Den sorte forbandelse på Filmdatabasen
- Pirates of the Caribbean: Den sorte forbandelse på Scope
- Pirates of the Caribbean: Den sorte forbandelse i Svensk Filmdatabas (svensk)
- Pirates of the Caribbean: Den sorte forbandelse på AlloCiné (fransk)
- Pirates of the Caribbean: Den sorte forbandelse på MovieMeter (nederlandsk)
- Pirates of the Caribbean: Den sorte forbandelse på AllMovie (engelsk)
- Pirates of the Caribbean: Den sorte forbandelse hos American Film Institute (engelsk)
- Pirates of the Caribbean: Den sorte forbandelse hos British Film Institute (engelsk)
- Pirates of the Caribbean: Den sorte forbandelses profil hos Encyclopædia Britannica Online (engelsk)